# Michael Arndt (Politiker, 1951)

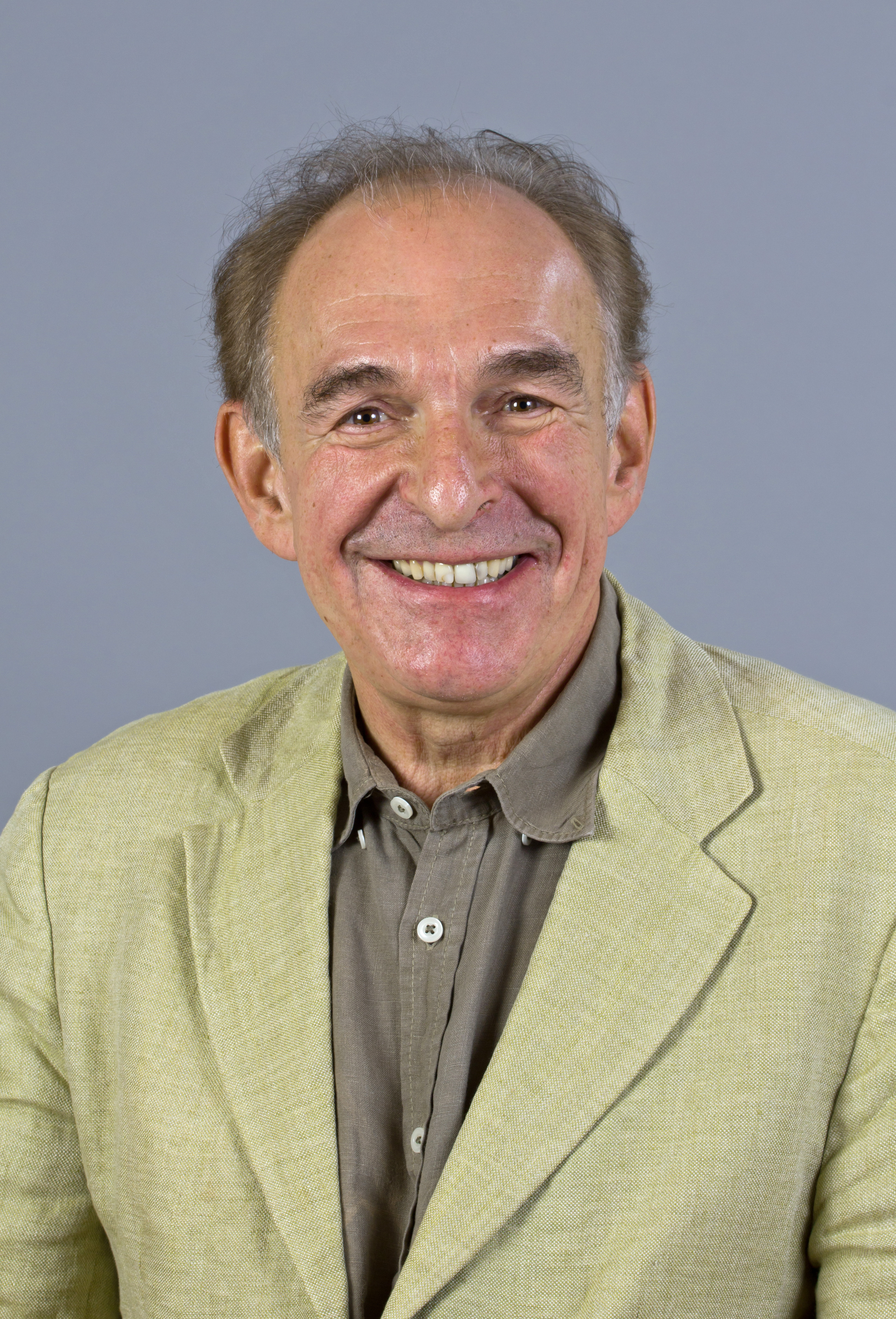
Michael Arndt

Michael Arndt (* 3. September 1951 in Berlin) ist ein deutscher Politiker (SPD). Er war von 1995 bis 2001 sowie von 2002 bis 2016 Mitglied des Abgeordnetenhauses von Berlin.

## Leben
Michael Arndt wurde als Sohn von Klaus Dieter Arndt geboren. Er machte 1974 auf einem Gymnasium in Berlin sein Abitur, studierte an der Freien Universität Berlin (FU Berlin) und schloss das Studium 1980 als Diplom-Volkswirt ab. 1980/81 war er als freier wissenschaftlicher Mitarbeiter in der Projektforschung, 1982 als Diplom-Handelslehrer und 1983 bis 1986 als wissenschaftlicher Mitarbeiter an der FU Berlin sowie 1986/87 an der Technischen Universität Berlin (TU Berlin) tätig.
Arndt promovierte 1986 zum Dr. rer. pol. und war anschließend von 1988 bis 1991 beim Institut für Zukunftsstudien und Technologiebewertung angestellt. 1991/92 arbeitete er als Verwaltungsangestellter beim Senat von Berlin. Von 1993 bis 2017 war er als wissenschaftlicher Mitarbeiter der Abteilung „Regionalisierung und neue Wirtschaftsräume“ beziehungsweise „Dynamiken von Wirtschaftsräume“ im Leibniz-Institut für Regionalentwicklung und Strukturplanung (IRS, heute: Leibniz-Institut für raumbezogene Sozialforschung) angestellt.

## Partei
Arndt ist seit 1975 Mitglied der SPD. Innerhalb der SPD war er Abteilungsvorsitzender der SPD Lankwitz, Mitglied des Kreisvorstandes und Landesdelegierter. Von 2002 bis 2014 war er Kreisvorsitzender der SPD Steglitz-Zehlendorf.

## Mandate
Von 1985 bis 1990 übernahm er das Amt als stellvertretender und ordentlicher Bürgerdeputierter der BVV Steglitz. 
Nach der Berlinwahl 1995 zog Arndt erstmals in das Abgeordnetenhaus von Berlin ein und gehörte ihm bis zur Wahl 2001 an. Bei dieser Wahl verfehlte er den Wiedereinzug ins Abgeordnetenhaus, rückte jedoch am 30. Oktober 2002 für den in den Bundestag gewählten Abgeordneten Benneter nach und kehrte somit in das Landesparlament zurück. Zwischen 2007 und 2011 war Arndt bau- und wohnungspolitischer Sprecher der SPD-Fraktion im Abgeordnetenhaus und Mitglied im Ausschuss für Bauen und Wohnen sowie dem Ausschuss für Wissenschaft und Forschung. Ab 2011 gehörte er dem Hauptausschuss sowie den Unterausschüssen Vermögensverwaltung und Haushaltskontrolle an. 2016 schied er aus dem Abgeordnetenhaus aus.

## Weitere Mitgliedschaften
Arndt ist neben der SPD Mitgliedschaft bei der Gewerkschaft Ver.di, der Arbeiterwohlfahrt (AWO) und der „Gesellschaft für Zukunftsgestaltung“. Im Weiteren ist er Vorstandsmitglied des „Architekten- und Ingenieurvereins“ (AIV) und Mitglied des Sportvereins „Blau-Gold Steglitz“.